# ハンス・クラウス
ハンス・マイケル・クラウス（Hans Michael Crouse, 1998年9月15日 - ）は、アメリカ合衆国カリフォルニア州デイナポイント出身のプロ野球選手（投手）。右投左打。MLBのロサンゼルス・エンゼルス所属。

## 経歴

### プロ入りとレンジャーズ傘下時代
2017年のMLBドラフト2巡目（全体66位）でテキサス・レンジャーズから指名され、プロ入り。なお、契約しない場合は南カリフォルニア大学へ進学の予定であった。契約後、傘下のルーキー級アリゾナリーグ・レンジャーズでプロデビュー。10試合（先発6試合）に登板して防御率0.45、30奪三振を記録した。
2018年はA-級スポケーン・インディアンスとA級ヒッコリー・クロウダッズでプレーし、2球団合計で13試合に登板して5勝3敗、防御率2.47、62奪三振を記録した。
2019年はA級ヒッコリーでプレーし、19試合に先発登板して6勝1敗、防御率4.41、76奪三振を記録した。
2020年は新型コロナウイルスの影響でマイナーリーグの試合が開催されなかったため、公式戦の登板は無かった。
2021年は5月のマイナーリーグ開幕からAA級フリスコ・ラフライダーズでプレーした。

### フィリーズ時代
2021年7月30日にスペンサー・ハワード、ケビン・ガウディ、ジョシュ・ゲスナーとのトレードで、カイル・ギブソン、イアン・ケネディと共にフィラデルフィア・フィリーズへ移籍した。移籍後は傘下のAA級レディング・ファイティン・フィルズとAAA級リーハイバレー・アイアンピッグスでプレーし、移籍前を含めたマイナー3球団合計で20試合に先発登板して5勝4敗、防御率3.28、98奪三振を記録した。9月26日にメジャー契約を結んでアクティブ・ロースター入りし、メジャーデビューとなった同日のピッツバーグ・パイレーツ戦にて先発したが敗戦投手となった（投球内容は3回を1失点）。この年メジャーでは2試合に先発登板して0勝2敗、防御率5.14、2奪三振を記録した。
2022年は開幕をAAA級リーハイバレー・アイアンピッグスで迎える。3月23日に上腕二頭筋を負傷し、故障者リスト入りし、7月15日に60日間の故障者リストに移行されたが、9月に復帰した。この年は5試合に先発登板して0勝3敗、防御率13.14、13奪三振を記録した。
2023年はA+級ジャージーショア・ブルークロウズ、AA級レディング・ファイティン・フィルズ、AAA級リーハイバレー・アイアンピッグスの3球団合計で18試合に登板し、1勝3敗、防御率6.18、29奪三振を記録した。

### エンゼルス時代
2024年2月8日にロサンゼルス・エンゼルスとマイナー契約を結んだ。開幕をAAA級ソルトレイク・ビーズで迎えるが、21試合に登板して3勝0敗、防御率2.70を記録し、6月21日にメジャー契約を結んでアクティブ・ロースター入りした。翌日22日に3年ぶりとなるメジャーで登板すると、そこから6試合連続で無失点を記録した。7月10日、7月12日、7月14日の3登板では、勝利投手になったが、7月26日、7月31日、8月1日の3登板では、全てで敗戦投手になっている。

## 投球スタイル
| 球種           | 割合 | 平均球速 | 平均球速 | 最高球速 | 最高球速 |
| 球種           | %    | mph      | km/h     | mph      | km/h     |
| シンカー       | 46.6 | 92.9     | 149.5    | 94.5     | 152.1    |
| スライダー     | 37.4 | 85.2     | 137.1    | 87.2     | 140.3    |
| チェンジアップ | 16   | 84.8     | 136.5    | 86.9     | 139.9    |

常時93mph、最速95mph（約152.9km/h）を計測する速球と、切れのある80mph台中盤のスライダーを主体としている。

## 詳細情報

### 年度別投手成績
| 年 度    | 球 団    | 登 板 | 先 発 | 完 投 | 完 封 | 無 四 球 | 勝 利 | 敗 戦 | セ 丨 ブ | ホ 丨 ル ド | 勝 率 | 打 者 | 投 球 回 | 被 安 打 | 被 本 塁 打 | 与 四 球 | 敬 遠 | 与 死 球 | 奪 三 振 | 暴 投 | ボ 丨 ク | 失 点 | 自 責 点 | 防 御 率 | W H I P |
| -------- | -------- | ----- | ----- | ----- | ----- | -------- | ----- | ----- | -------- | ----------- | ----- | ----- | -------- | -------- | ----------- | -------- | ----- | -------- | -------- | ----- | -------- | ----- | -------- | -------- | ------- |
| 2021     | PHI      | 2     | 2     | 0     | 0     | 0        | 0     | 2     | 0        | 0           | .000  | 32    | 7.0      | 4        | 2           | 7        | 0     | 0        | 2        | 0     | 0        | 4     | 4        | 5.14     | 1.57    |
| 2024     | LAA      | 25    | 0     | 0     | 0     | 0        | 4     | 3     | 0        | 1           | .571  | 107   | 25.1     | 14       | 2           | 17       | 1     | 2        | 34       | 1     | 0        | 10    | 8        | 2.84     | 1.22    |
| MLB：2年 | MLB：2年 | 27    | 2     | 0     | 0     | 0        | 4     | 5     | 0        | 1           | .444  | 139   | 32.1     | 18       | 4           | 24       | 1     | 2        | 36       | 1     | 0        | 14    | 12       | 3.34     | 1.30    |

- 2024年度シーズン終了時

### 年度別守備成績
| 年 度 | 球 団 | 投手（P） | 投手（P） | 投手（P） | 投手（P） | 投手（P） | 投手（P） |
| 年 度 | 球 団 | 試 合     | 刺 殺     | 補 殺     | 失 策     | 併 殺     | 守 備 率  |
| ----- | ----- | --------- | --------- | --------- | --------- | --------- | --------- |
| 2021  | PHI   | 2         | 0         | 0         | 0         | 0         | ----      |
| 2024  | LAA   | 25        | 0         | 2         | 1         | 0         | .667      |
| MLB   | MLB   | 27        | 0         | 2         | 1         | 0         | .667      |

- 2024年度シーズン終了時

### 背番号
- 51（2021年）
- 52（2024年 - ）